# Omski Okręg Wojskowy
Omski Okręg Wojskowy (ros. Омский военный округ) – jeden z okręgów wojskowych Imperium Rosyjskiego, istniejący od 1882 do 1899, kiedy to wraz z Irkuckim OW utworzył Syberyjski Okręg Wojskowy i ponownie utworzony po rozdzieleniu w 1906 .